# Participações de clubes de futebol do Rio Grande do Sul em competições oficiais

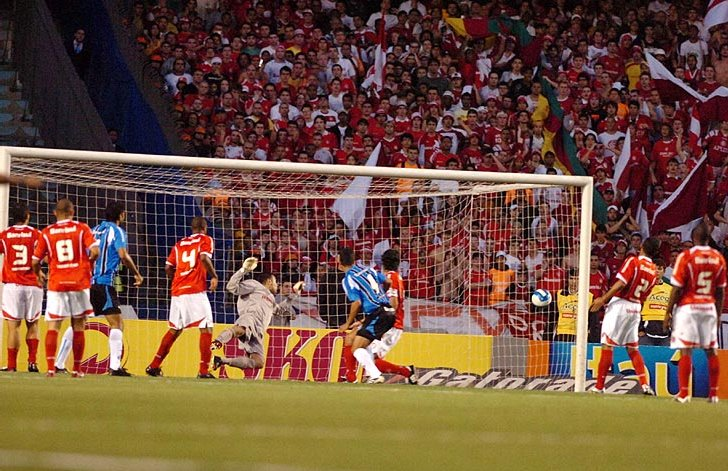
Grenal (foto), confronto entre os dois principais clubes do futebol do Rio Grande do Sul.

Esta é uma lista das participações de clubes de futebol do Rio Grande do Sul em competições oficiais. Ela engloba as participações em competições de caráter internacional, nacional e interestadual do naipe masculino, excluindo copas e campeonatos estaduais.
Considerados pela mídia como as duas principais equipes representantes do estado no futebol, o Grêmio e o Internacional lideram o número de participações na grande maioria das competições. Ambas as equipes também possuem relevância ao terem sido vencedoras de competições internacionais de renome, como a Copa Intercontinental/Copa do Mundo de Clubes da FIFA, a Copa Libertadores da América e a Recopa Sul-Americana, além das duas principais competições do futebol brasileiro, que são a Primeira Divisão do Campeonato Brasileiro de Futebol e a Copa do Brasil. Além de Grêmio e Internacional, há de se destacar a participação do Juventude em competições internacionais e o triunfo de uma edição da Copa do Brasil.
Para 2024, o estado do Rio Grande do Sul conta com três representantes na Série A e dois na Série C, além de três na Série D.

## Legenda
| Anos em que a melhor colocação foi obtida Campeão Vice-campeão Semifinal Quartas-de-final Oitavas-de-final | Terceira fase Segunda fase Primeira fase Fase preliminar |  |

## Competições internacionais

### Copa Intercontinental/Copa do Mundo de Clubes da FIFA
A equipe do Grêmio foi o primeiro time gaúcho a disputar a Copa Intercontinental, direito conseguido pelo fato de ter sido campeão da Taça Libertadores da América do ano anterior, tendo se sagrado campeão da Copa Europeia/Sul-Americana de 1983, ao superar na decisão a equipe campeã da Liga dos Campeões - Hamburgo por 2-1 na prorrogação, com o auxílio do ídolo gremista Renato Portaluppi, autor dos dois gols. Doze anos depois, voltou a disputar a competição, mas foi superado na disputa de pênaltis pela equipe holandesa do Ajax por 4-3, após empate em 0-0 no tempo normal.[carece de fontes?]
Tal evento foi renomeado para Copa do Mundo de Clubes da FIFA em 2005 e teve seu formato alterado, possibilitando ao vencedor da competição sul-americana a participação em dois jogos.
O Internacional sagrou-se campeão mundial em 2006, após superar a agremiação egípcia Al-Ahly nas semifinais por 2-1 e vencer o time espanhol do Barcelona por 1-0 na final. O lendário time colorado de 2006 foi o segundo dos três brasileiros campeões mundiais no Século XXI, superando o que muitos consideram como um dos melhores plantéis do Barcelona em toda história, incluindo nomes como Iniesta, Xavi, Deco e Ronaldinho Gaúcho. Quatro anos depois, em 2010, o Internacional voltou a disputar a competição, mas acabou tornando-se o primeiro clube sul-americano a ser derrotado nas semifinais, ao ser superado pelo congolês TP Mazembe pelo placar de 2-0. No entanto, venceu a disputa pelo terceiro lugar por 4-2 sobre o time sul-coreano Seongnam FC e encerrou sua participação na terceira posição.
Sete anos depois, o Grêmio veio a participar da edição de 2017, estreou vencendo o time mexicano do Pachuca por 1-0 nas semifinais, e na final enfrentou o Real Madrid quando foi derrotado pelo placar de 1-0.
| Clube         | Títulos  | Participações        | Melhor colocação |
| ------------- | -------- | -------------------- | ---------------- |
| Grêmio        | 1 (1983) | 3 (1983, 1995, 2017) | 1º               |
| Internacional | 1 (2006) | 2 (2006, 2010)       | 1º               |

### Copa Libertadores da América
Considerada a principal competição entre clubes de futebol da América do Sul, a Copa Libertadores da América já foi disputada em 38 oportunidades por três clubes gaúchos.
Com 22 participações (atrás somente de Palmeiras e São Paulo onde ambos possuem 24 aparições) o Grêmio venceu a competição em três edições: no ano de 1983 venceu o uruguaio Peñarol na decisão, enquanto em 1995 derrotou o colombiano Atlético Nacional,[carece de fontes?] e em 2017 triunfou perante o argentino Lanús. Em outras duas oportunidades, a equipe foi derrotada na final e encerrou a competição na segunda posição; em 1984 foi superada pelo argentino Independiente,[carece de fontes?] e em 2007 pelo também argentino Boca Juniors. O Imortal participou pela última vez no ano de 2024 chegando até a oitavas de final, onde foi superado pelo atual campeão Fluminense. O Grêmio obteve seu acesso através do vice-campeonato brasileiro de 2023.
Das 16 edições em que o Internacional disputou a Libertadores, em duas sagrou-se campeão: em 2006 superou o brasileiro São Paulo na decisão, enquanto em 2010 venceu o duelo diante do mexicano Chivas Guadalajara. No ano de 1980, o Internacional chegou à final, mas tornou-se vice-campeão ao perder o título para o Nacional.[carece de fontes?] Além disso, o Colorado chegou à 7 semifinais (1977, 1980, 1989, 2006, 2010, 2015 e 2023) e possui 152 jogos na competência, além de acumular 258 pontos em toda história da Copa CONMEBOL Libertadores. No dia 21 de novembro de 2024, o Internacional carimbou seu acesso para a Libertadores de 2025 após vencer o Vasco da Gama em São Januário pelo placar mínimo de 0-1.[carece de fontes?]
O Juventude participou da competição na edição de 2000, mediante a conquista da Copa do Brasil de 1999, mas foi eliminado na fase de grupos e encerrou a participação em 21º lugar geral.[carece de fontes?]
| Clube         | Títulos              | Participações | Melhor colocação |
| ------------- | -------------------- | --- | ---------------- |
| Grêmio        | 3 (1983, 1995, 2017) | 22 (1982, 1983, 1984, 1990, 1995, 1996, 1997, 1998, 2002, 2003, 2007, 2009, 2011, 2013, 2014, 2016, 2017, 2018, 2019, 2020, 2021, 2024) | 1º               |
| Internacional | 2 (2006, 2010,)      | 16 (1976, 1977, 1980, 1989, 1993, 2006, 2007, 2010, 2011, 2012, 2015, 2019, 2020, 2021, 2023, 2025)                                     | 1º               |
| Juventude     | —                    | 1 (2000) | 21º              |

### Copa Sul-Americana
Desde a sua criação, em 2002, três equipes gaúchas já participaram da Copa Sul-Americana - segunda competição mais importante do continente.
O Internacional é o único gaúcho campeão e é o recordista de participações, com oito presenças na Copa Sul-Americana. O Colorado sagrou-se campeão no ano de 2008 de forma invicta, derrotando o seu arquirrival Grêmio na segunda fase, a Universidad Católica na oitavas de final, o Boca Juniors na quartas de final, o mexicano Chivas Guadalajara na semifinal e finalmente venceu o badalado Estudiantes de La Plata na final pelo placar global de 2-1. Além disso, deve-se destaque à campanha no ano de 2004, onde o clube gaúcho chegou a semifinal, eliminado pelo Boca Juniors. Na edição de 2005, o Colorado foi novamente combatido pelo Boca Juniors na quartas de final e deu adeus à competição. Na última participação, a equipe colorada foi eliminada da copa para o Rosário Central.
O Grêmio possui 7 participações na competência, sendo sua principal participação no ano de 2012, onde foi eliminado pelo colombiano Millonarios na quartas de final. Sua última aparição foi no ano de 2021, classificação obtida através das fases preliminares da Copa Libertadores. Mesmo com a derrota para o Corinthians, a equipe gremista garantiu o acesso à competição continental através de resultados paralelos, terminando o campeonato brasileiro na 14ª colocação.
Deve-se destaque a participação jaconera na competição, onde o Juventude conquistou o acesso através do Campeonato Brasileiro de 2004. A equipe gaúcha foi eliminada pelo Cruzeiro na primeira fase da competição. 
| Clube         | Títulos  | Participações                                      | Melhor colocação |
| ------------- | -------- | -------------------------------------------------- | ---------------- |
| Internacional | 1 (2008) | 8 (2003, 2004, 2005, 2008, 2009, 2014, 2022, 2024) | 1º               |
| Grêmio        | —        | 7 (2003, 2004, 2008, 2010, 2012, 2021, 2025)       | 6º               |
| Juventude     | —        | 1 (2005)                                           | 27º              |

### Supercopa Sul-Americana
Pelo fato de ter conquistado a Taça Libertadores em 1983, o Grêmio foi convidado a participar da Supercopa Sul-Americana, tendo se feito presente nas dez edições, realizadas entre 1988 e 1997. Alcançou seu melhor desempenho em 1989, quando foi derrotada nas semifinais pelo argentino Boca Juniors e encerrou a competição na quarta posição.[carece de fontes?]
| Clube  | Títulos | Participações                                                   | Melhor colocação |
| ------ | ------- | --------------------------------------------------------------- | ---------------- |
| Grêmio | —       | 10 (1988, 1989, 1990, 1991, 1992, 1993, 1994, 1995, 1996, 1997) | 4º               |

### Copa Mercosul
O Grêmio participou das quatro edições da Copa Mercosul, realizadas entre os anos de 1998 e 2001. Neste último, alcançou as semifinais, onde foi derrotado pelo time do Flamengo e encerrou a competição na terceira posição geral.[carece de fontes?]
| Clube  | Títulos | Participações              | Melhor colocação |
| ------ | ------- | -------------------------- | ---------------- |
| Grêmio | —       | 4 (1998, 1999, 2000, 2001) | 3º               |

### Copa Conmebol
O Grêmio foi o único gaúcho participante da Copa Conmebol, em 1992, na qual encerrou na sétima posição, após ser derrotada nas quartas-de-final pelo equatoriano El Nacional. Dois anos depois, em 1994, a equipe gaúcha foi eliminada na primeira fase nos pênaltis para o São Paulo.[carece de fontes?]
| Clube  | Títulos | Participações  | Melhor colocação |
| ------ | ------- | -------------- | ---------------- |
| Grêmio | —       | 2 (1992, 1994) | 7º               |

### Recopa Sul-Americana
A Recopa Sul-Americana é uma competição que ocorre regularmente desde 2003, onde seu sistema atual é de jogos ida e volta, sendo definidos pelo campeão da Copa Libertadores e o campeão da Copa Sul-Americana. Anteriormente - sendo em jogo único disputada pelo campeão da Libertadores e o campeão da Supercopa Sul-Americana, debutou no ano de 1989 e ocorreu até 1998, onde foi interrompida.
O maior participante brasileiro da Recopa Sul-Americana é o Internacional, com duas conquistas e um vice campeonato. O primeiro título veio no ano de 2007, após vencer o clube mexicano Pachuca pelo placar agregado de 5-2. Posteriormente, no ano de 2009 o Internacional chegava novamente à final da competição através do título da Sul-Americana, onde foi derrotado para a Liga de Quito em ambas as partidas por um placar agregado de 0-4, obtendo o segundo lugar. A equipe gaúcha alcançava o bi campeonato no ano de 2011, enfrentando o clube argentino Independiente de Avellaneda. A final foi decidida no detalhe com o Inter sagrando-se vencedor pelo placar global de 4-3. Até o momento, estas são as únicas participações do Clube do Povo nesta competição.
Em seguida surge o tricolor gaúcho Grêmio, com duas participações e dois títulos na competição. A primeira conquista veio em 1996, quando derrotou o argentino Independiente pelo placar de 4-1, com gols de Jardel, Carlos Miguel, Adilson e Paulo Nunes. A segunda conquista veio em 2018, novamente sobre o Club Independiente, mas dessa vez sendo definida nas penalidades. Após duas igualdades nos jogos da final (1-1 e 0-0), o tricolor se sobressaiu nos pênaltis e se sagrou bi campeão da competição.
| Clube         | Títulos        | Participações        | Melhor colocação |
| ------------- | -------------- | -------------------- | ---------------- |
| Internacional | 2 (2007, 2011) | 3 (2007, 2009, 2011) | 1º               |
| Grêmio        | 2 (1996, 2018) | 2 (1996, 2018)       | 1º               |

### Copa Suruga Bank
O Internacional é o único clube do Rio Grande do Sul a conquistar a Copa Suruga Bank. Tal participação foi concedida através do título da Copa Sul-Americana de 2008, o qual sagrou-se vencedor após derrotar o campeão japonês Oita Trinita pelo placar de 2-1, com gols marcados por Andrezinho e Alecsandro. Com o título em 2009 - ano de seu centenário, o Colorado chegou ao quinto de seus sete títulos internacionais na história.
| Clube         | Títulos  | Participações | Melhor colocação |
| ------------- | -------- | ------------- | ---------------- |
| Internacional | 1 (2009) | 1 (2009)      | 1º               |

## Competições nacionais

### Campeonato Brasileiro - Série A
Oito clubes gaúchos já disputaram a primeira divisão do campeonato brasileiro, sendo que dois destes já foram campeões. O Internacional venceu o torneio nas edições de 1975, 1976, 1979, sendo que nesta última conquistou o torneio de forma invicta, feito que é inédito entre todas as edições da competição no Brasil. O clube também detém 59 participações, apesar de não estar presente na edição de 2017.
O Grêmio sagrou-se campeão em 1981 e 1996. Apesar do tri rebaixamento em 2021 o clube é o maior participante da competição, aparecendo em 64 das 69 edições do Campeonato Brasileiro de Futebol.
Na edição de 1985, o Brasil de Pelotas encerrou a competição na terceira posição e assim determinou sua melhor campanha no campeonato, sendo eliminado nas semifinais pelo Bangu. Outra campanha que há de se destacar é a do Juventude, que em 2004 encerrou na sétima posição e com isto, conquistou o direito de disputar a Copa Sul-Americana de 2005. A lista inclui as edições da Taça Brasil de Futebol e do Torneio Roberto Gomes Pedrosa.
| Clube                | Títulos              | Participações                                                                                             | Melhor colocação |
| -------------------- | -------------------- | --- | ---------------- |
| Internacional        | 3 (1975, 1976, 1979) | 59 (1962, e todas a partir de 1967, exceto 2017)                                                          | 1º               |
| Grêmio               | 2 (1981, 1996)       | 65 (exceto 1962, 1992, 2005 e 2022)                                                                       | 1º               |
| Brasil de Pelotas    | —                    | 4 (1978, 1979, 1984, 1985)                                                                                | 3º               |
| Juventude            | —                    | 18 (1977, 1978, 1979, 1995, 1996, 1997, 1998, 1999, 2000, 2001, 2002, 2003, 2004, 2005, 2006, 2007, 2021) | 7º               |
| Caxias               | —                    | 4 (1976, 1977, 1978, 1979)                                                                                | 15º              |
| Inter de Santa Maria | —                    | 1 (1982)                                                                                                  | 22º              |
| São Paulo-RS         | —                    | 3 (1979, 1980, 1982)                                                                                      | 31º              |
| Novo Hamburgo        | —                    | 1 (1979)                                                                                                  | 70º              |

### Campeonato Brasileiro - Série B
Doze clubes gaúchos já disputaram a segunda divisão do campeonato brasileiro, sendo que dois foram campeões. O primeiro destes foi o Juventude, que em 1994 superou ao Goiás na decisão e sagrou-se vencedor. A outra equipe foi o Grêmio, que em sua segunda participação foi campeã de um quadrangular final no ano de 2005, ao superar o Náutico no último jogo, em uma partida que ficou conhecida nacionalmente como a "Batalha dos Aflitos". Duas equipes encerraram a competição com a terceira posição como o melhor desempenho, mas não foi suficiente para que ambas fossem promovidas à primeira divisão; o Inter de Santa Maria, em 1984, e o Caxias, em 2001, já que apenas os dois primeiros colocados tinham o acesso garantido.
| Clube                | Títulos  | Participações                                                                           | Melhor colocação |
| -------------------- | -------- | --------------------------------------------------------------------------------------- | ---------------- |
| Juventude            | 1 (1994) | 14 (1980, 1986, 1987, 1988, 1989, 1990, 1991, 1994, 2008, 2009, 2017, 2018, 2020, 2023) | 1º               |
| Grêmio               | 1 (2005) | 3 (1992, 2005, 2022)                                                                    | 1º               |
| Internacional        | —        | 1 (2017)                                                                                | 2º               |
| Caxias               | —        | 11 (1980, 1987, 1988, 1989, 1991, 2000, 2001, 2002, 2003, 2004, 2005)                   | 3º               |
| Inter de Santa Maria | —        | 2 (1981, 1984)                                                                          | 3º               |
| Brasil de Pelotas    | —        | 9 (1980, 1986, 2000, 2016, 2017, 2018, 2019, 2020, 2021)                                | 8º               |
| Santa Cruz-RS        | —        | 2 (1987, 1989)                                                                          | 10º              |
| Novo Hamburgo        | —        | 8 (1980, 1981, 1982, 1983, 1984, 1985, 1986, 1989)                                      | 16º              |
| Pelotas              | —        | 2 (1988, 1989)                                                                          | 21º              |
| São Paulo-RS         | —        | 2 (1981, 1982)                                                                          | 22º              |
| Esportivo            | —        | 3 (1983, 1987, 1989)                                                                    | 24º              |
| Glória               | —        | 1 (1989)                                                                                | 34º              |

### Campeonato Brasileiro - Série C
Dezenove clubes gaúchos já disputaram a terceira divisão do campeonato brasileiro, mas nenhum destes conquistou o título. As melhores participações foram de três equipes que alcançaram a quarta posição: o Brasil de Pelotas conseguiu tal feito na edição de 2015, eliminando o Fortaleza nas quartas-de-final, e com isso, conquistou o acesso no ano seguinte para a segunda divisão nacional. Um ano depois, em 2016, o Juventude repetiu a mesma campanha da equipe de Pelotas e, também eliminando nas quartas-de-final o Fortaleza, conquistou o acesso. Já em 2005, o Novo Hamburgo também encerrou na quarta posição, mas devido ao regulamento não ser o mesmo que vigora atualmente, apenas os dois primeiros colocados de um quadrangular final conseguiram o acesso, e então, o time gaúcho se manteve na mesma divisão.
O Caxias detém o recorde estadual de participações, com dezesseis, sendo que a melhor campanha foi um quinto lugar na edição de 1999.[carece de fontes?] O Rio Grande do Sul atualmente possui dois clubes disputando tal competição, sendo o Ypiranga de Erechim e o São José-RS.
| Clube                | Títulos | Participações                                                                                       | Melhor colocação |
| -------------------- | ------- | --------------------------------------------------------------------------------------------------- | ---------------- |
| Brasil de Pelotas    | —       | 14 (1995, 1996, 1997, 1998, 1999, 2001, 2002, 2003, 2006, 2008, 2009, 2010, 2011, 2015)             | 3º               |
| Juventude            | —       | 5 (2010, 2014, 2015, 2016, 2019)                                                                    | 4º               |
| Novo Hamburgo        | —       | 3 (2004, 2005, 2006)                                                                                | 4º               |
| Caxias               | —       | 16 (1990, 1995, 1996, 1997, 1998, 1999, 2006, 2007, 2008, 2009, 2010, 2011, 2012, 2013, 2014, 2015) | 5º               |
| Ulbra                | —       | 5 (2002, 2003, 2004, 2006, 2007)                                                                    | 5º               |
| RS Futebol           | —       | 1 (2003)                                                                                            | 5º               |
| São Borja            | —       | 1 (1981)                                                                                            | 5º               |
| Ypiranga de Erechim  | —       | 7 (1995, 2016, 2017, 2018, 2019, 2020, 2021)                                                        | 6º               |
| São José-RS          | —       | 7 (1997, 1998, 2001, 2003, 2019, 2020, 2021)                                                        | 8º               |
| 15 de Novembro       | —       | 2 (1997, 1998)                                                                                      | 10º              |
| Esportivo            | —       | 3 (1989, 2004, 2007)                                                                                | 16º              |
| Pelotas              | —       | 5 (1995, 1996, 1998, 2001, 2003)                                                                    | 20º              |
| Glória               | —       | 1 (2005)                                                                                            | 20º              |
| Inter de Santa Maria | —       | 4 (1988, 1997, 2000, 2008)                                                                          | 24º              |
| Gaúcho               | —       | 1 (2005)                                                                                            | 29º              |
| São Luiz             | —       | 1 (1996)                                                                                            | 43º              |
| Guarany-CA           | —       | 1 (1988)                                                                                            | 43º              |
| Passo Fundo          | —       | 1 (2001)                                                                                            | 51º              |
| São Gabriel          | —       | 1 (2002)                                                                                            | 52º              |

### Campeonato Brasileiro - Série D
Quatorze clubes gaúchos já disputaram a quarta divisão do campeonato brasileiro, sendo que quatro deles conquistaram o acesso à terceira divisão. O Juventude tornou-se vice-campeão na edição de 2013, ao ser superado na final pelo Botafogo-PB; na mesma posição encerrou a campanha do Brasil de Pelotas na edição seguinte, onde foi derrotado nas decisões diante da Tombense nos pênaltis. No ano de 2015, outra equipe garantiu o acesso: o Ypiranga de Erechim, mas acabou sendo eliminado nas semifinais pelo River-PI, e assim, encerrou a competição na quarta posição. Em 2018, o São José-RS derrotou o Linense nas quartas-de-final e também subiu para a terceira divisão.
Outras três equipes gaúchas atingiram a fase das quartas-de-final, ou seja, necessitavam apenas avançar para que conseguissem o acesso à terceira divisão. Na edição de 2015, o Lajeadense foi eliminado pelo River-PI, enquanto em 2017, o São José-RS foi superado pelo Atlético Acreano. Em 2018, o Caxias foi superado pelo Treze nas duas partidas e encerrou sua participação antecipadamente. Pelas regras atuais da Confederação Brasileira de Futebol (CBF), o estado do Rio Grande do Sul tem direito à três vagas na competição.
| Clube               | Títulos | Participações                    | Melhor colocação |
| ------------------- | ------- | -------------------------------- | ---------------- |
| Juventude           | —       | 3 (2011, 2012, 2013)             | 2º               |
| Brasil de Pelotas   | —       | 2 (2012, 2014)                   | 2º               |
| São José-RS         | —       | 5 (2009, 2010, 2016, 2017, 2018) | 3º               |
| Ypiranga de Erechim | —       | 2 (2009, 2015)                   | 4º               |
| Lajeadense          | —       | 2 (2013, 2015)                   | 6º               |
| Caxias              | —       | 5 (2016, 2018, 2019, 2020, 2021) | 6º               |
| São Luiz            | —       | 1 (2020)                         | 12º              |
| Cerâmica            | —       | 2 (2011, 2012)                   | 20º              |
| Pelotas             | —       | 4 (2009, 2010, 2014, 2020)       | 24º              |
| Novo Hamburgo       | —       | 3 (2016, 2017, 2018)             | 27º              |
| Avenida             | —       | 1 (2019)                         | 27º              |
| São Paulo-RS        | —       | 2 (2016, 2017)                   | 35º              |
| Cruzeiro-RS         | —       | 1 (2011)                         | 38º              |
| Gaúcho              | —       | 1 (2019)                         | 59º              |
| Aimoré              | —       | 1 (2021)                         |                  |
| Esportivo           | —       | 1 (2021)                         |                  |

### Copa do Brasil
Vinte clubes gaúchos já disputaram a Copa do Brasil de Futebol, dos quais três já foram campeões. O Grêmio é o clube gaúcho mais vencedor da competição, com cinco conquistas, nos anos de 1989, 1994, 1997, 2001 e 2016, ao superar nas decisões Sport, Ceará, Flamengo, Corinthians e Atlético Mineiro, respectivamente, além de quatro vice-campeonatos. O Internacional foi o vencedor da competição em uma oportunidade, no ano de 1992, ao derrotar o Fluminense; além disto, foi vice-campeão em 2009 e em 2019, sendo superado pelo Corinthians e pelo Athletico Paranaense, respectivamente. Por fim, o Juventude sagrou-se campeão em 1999, ao superar na decisão o Botafogo na partida com o maior número de espectadores da história do torneio. Além destas três equipes, o extinto 15 de Novembro realizou uma campanha de destaque em 2004, resultando em um terceiro lugar, eliminado na fase semifinal pelo Santo André.
Pelo atual sistema de disputa, o estado do Rio Grande do Sul possui, além das vagas fixas atribuídas pelo ranking da CBF, quatro outras vagas, destinadas aos três melhores colocados no Campeonato Gaúcho de Futebol do ano anterior, e ao vencedor da Copa FGF.
| Clube               | Títulos                          | Participações | Melhor colocação |
| ------------------- | -------------------------------- | --- | ---------------- |
| Grêmio              | 5 (1989, 1994, 1997, 2001, 2016) | 31 (1989, 1990, 1991, 1992, 1993, 1994, 1995, 1996, 1997, 1998, 1999, 2000, 2001, 2004, 2005, 2006, 2008, 2010, 2012, 2013, 2014, 2016, 2017, 2018, 2019, 2020, 2021, 2022, 2023, 2024, 2025) | 1º               |
| Internacional       | 1 (1992)                         | 31 (1989, 1990, 1992, 1993, 1994, 1995, 1996, 1997, 1998, 1999, 2000, 2001, 2002, 2003, 2004, 2005, 2008, 2009, 2013, 2014, 2015, 2016, 2017, 2018, 2019, 2020, 2021, 2022, 2023, 2024, 2025) | 1º               |
| Juventude           | 1 (1999)                         | 23 (1995, 1997, 1999, 2000, 2001, 2002, 2003, 2004, 2005, 2007, 2008, 2009, 2010, 2012, 2016, 2017, 2018, 2019, 2020, 2021, 2022, 2024, 2025)                                                 | 1º               |
| 15 de Novembro      | —                                | 2 (2004, 2006) | 3º               |
| Caxias              | —                                | 13 (1999, 2000, 2001, 2002, 2007, 2009, 2011, 2013, 2018, 2020, 2021, 2024, 2025) | 10º              |
| Novo Hamburgo       | —                                | 4 (2006, 2014, 2018, 2020) | 17º              |
| São Gabriel         | —                                | 1 (2004) | 21º              |
| Ypiranga de Erechim | —                                | 6 (2010, 2011, 2016, 2017, 2019, 2021) | 25º              |
| São José-RS         | —                                | 4 (2011, 2017, 2019, 2020) | 25º              |
| Brasil de Pelotas   | —                                | 5 (2013, 2015, 2016, 2019, 2020) | 28º              |
| Esportivo           | —                                | 2 (2005, 2021) | 30º              |
| Guarani-VA          | —                                | 1 (2003) | 35º              |
| Ulbra               | —                                | 3 (2005, 2006, 2008) | 40º              |
| Avenida             | —                                | 1 (2019) | 43º              |
| Sapucaiense         | —                                | 1 (2012) | 44º              |
| Veranópolis         | —                                | 2 (2007, 2013) | 45º              |
| Pelotas             | —                                | 1 (2003) | 47º              |
| Cerâmica            | —                                | 1 (2010) | 47º              |
| São Luiz            | —                                | 2 (2014, 2020) | 57º              |
| Santa Cruz-RS       | —                                | 1 (2021) | 58º              |
| Lajeadense          | —                                | 2 (2014, 2016) | 62º              |
| Aimoré              | —                                | 1 (2018) | 68º              |
| Glória              | —                                | 1 (2022) |                  |

### Copa dos Campeões
Realizada em três edições, a Copa dos Campeões teve a participação apenas de um clube gaúcho. O Grêmio disputou a edição de 2002 por ter sido semifinalista da Copa Sul-Minas de 2001, mas acabou por ser eliminado na fase de grupos e encerrar a competição na décima quarta posição entre os dezesseis clubes.
| Clube  | Títulos | Participações | Melhor colocação |
| ------ | ------- | ------------- | ---------------- |
| Grêmio | —       | 1 (2002)      | 14º              |

### Campeonato Brasileiro de Clubes Campeões
O Campeonato Brasileiro de Clubes Campeões de 1920 foi um triangular organizado pela CBD, contando com o campeão do Campeonato Gaúcho de Futebol de 1919. No entanto, o clube acabou sendo derrotado nas duas partidas que disputou e encerrou na terceira e última colocação.[carece de fontes?]
| Clube             | Títulos | Participações | Melhor colocação |
| ----------------- | ------- | ------------- | ---------------- |
| Brasil de Pelotas | —       | 1 (1920)      | 3º               |

## Competições interestaduais

### Primeira Liga do Brasil
Atualmente o único torneio inter-regional englobando times gaúchos em disputa, a Primeira Liga do Brasil já registrou a participação de três equipes do Rio Grande do Sul. Tanto o Internacional quanto o Grêmio alcançaram seus melhores desempenhos no ano de 2016, finalizando na 4ª e 5ª colocações, respectivamente. Para a edição seguinte, o Brasil de Pelotas foi convidado a participar, e finalizou na 9ª posição.
| Clube             | Títulos | Participações  | Melhor colocação |
| ----------------- | ------- | -------------- | ---------------- |
| Internacional     | —       | 2 (2016, 2017) | 4º               |
| Grêmio            | —       | 2 (2016, 2017) | 5º               |
| Brasil de Pelotas | —       | 1 (2017)       | 9º               |

### Copa Sul
Disputada apenas no ano de 1999, a Copa Sul contou com a participação de quatro equipes gaúchas, sendo que o Grêmio sagrou-se campeão da competição ao derrotar o Paraná na final.[carece de fontes?]
| Clube         | Títulos  | Participações | Melhor colocação |
| ------------- | -------- | ------------- | ---------------- |
| Grêmio        | 1 (1999) | 1 (1999)      | 1º               |
| Internacional | —        | 1 (1999)      | 4º               |
| Juventude     | —        | 1 (1999)      | 5º               |
| Caxias        | —        | 1 (1999)      | 8º               |

### Copa Sul-Minas
Disputada em três edições, a Copa Sul-Minas contou com a participação de cinco equipes gaúchas. O melhor desempenho foi registrado pelo Grêmio, que em 2001 encerrou na terceira posição, sendo superado na semifinal pelo Coritiba.[carece de fontes?]
| Clube         | Títulos | Participações        | Melhor colocação |
| ------------- | ------- | -------------------- | ---------------- |
| Grêmio        | —       | 3 (2000, 2001, 2002) | 3º               |
| Internacional | —       | 3 (2000, 2001, 2002) | 6º               |
| Juventude     | —       | 2 (2000, 2002)       | 7º               |
| Caxias        | —       | 1 (2001)             | 12º              |
| Pelotas       | —       | 1 (2002)             | 14º              |

### Recopa Sul-Brasileira
Realizada em quatro edições entre 2007 e 2010, a Recopa Sul-Brasileira era disputada pelo campeão da Copa FGF e de outras três copas estaduais. A única equipe gaúcha a conquistar o título foi o Cerâmica, que no ano de 2010 superou o Brusque na final. O Caxias chegou à decisão da edição inaugural, mas foi superado pelo Marcílio Dias.[carece de fontes?]
| Clube        | Títulos  | Participações | Melhor colocação |
| ------------ | -------- | ------------- | ---------------- |
| Cerâmica     | 1 (2010) | 1 (2010)      | 1º               |
| Caxias       | —        | 1 (2007)      | 2º               |
| Pelotas      | —        | 1 (2008)      | 4º               |
| Porto Alegre | —        | 1 (2009)      | 4º               |